# Cubzac-les-Ponts

Cubzac-les-Ponts este o comună în departamentul Gironde din sud-vestul Franței. În 2009 avea o populație de 1.969 de locuitori.

## Evoluția populației
| An        | 1975  | 1982  | 1990  | 1999  | 2006  | 2009  |
| --------- | ----- | ----- | ----- | ----- | ----- | ----- |
| Populație | 1.115 | 1.398 | 1.701 | 1.788 | 1.910 | 1.969 |